# Gens Egnatia
Die gens Egnatia (Egnatii, deutsch Egnatier) war eine römische Familie (gens), die den Gentilnamen Egnatius trug.
Der Name Egnatius war wahrscheinlich ursprünglich samnitisch, so findet er sich bei dem samnitischen Feldherr Gellius Egnatius († 295 v. Chr.). Schon früh taucht er auch in Rom und Mittelitalien auf.
Über Egnatia Mariniana, die Ehefrau Kaiser Valerians und Mutter von Kaiser Gallienus (vollständiger Name Publius Licinius Egnatius Gallienus), errangen die Egnatier im 3. Jahrhundert auch kaiserliche Würden.

## Namensträger
Zur Zeit der Römischen Republik:
- Gellius Egnatius († 295 v. Chr.), militärischer Führer der Samniten
- Gnaeus Egnatius, römischer Prätor um 145 v. Chr., Auftraggeber der Via Egnatia
- Lucius Egnatius Rufus, römischer Ritter und Geschäftsmann, Freund des Marcus Tullius Cicero
- Gaius Egnatius Maximus, römischer Münzmeister zwischen 81 und 69 v. Chr.

In der Römischen Kaiserzeit (27 v. Chr.–284 n. Chr.):
- Marcus Egnatius Rufus (†  19 v. Chr.), römischer Senator und Politiker zur Zeit des Augustus
- Publius Egnatius Celer, stoischer Philosophielehrer unter Nero und Vespasian, Delator
- Quintus Egnatius Catus, römischer Feldherr, 1. Jahrhundert
- Marcus Egnatius Marcellinus, römischer Suffektkonsul 116
- Egnatius Taurinus, Statthalter von Baetica unter Kaiser Hadrian
- Egnatius Verecundus, römischer Offizier, 2. Jahrhundert
- Marcus Egnatius Postumus, römischer Suffektkonsul 183
- Gaius Egnatius Certus, römischer Suffektkonsul im 2. oder 3. Jahrhundert, Patron von Abellinum
- Quintus Egnatius Proculus, römischer Suffektkonsul, 3. Jahrhundert
- Egnatius Lucilianus, Statthalter der Provinz Britannia, 3. Jahrhundert
- Lucius Egnatius Victor, römischer Statthalter von Pannonia Superior 207, Vater der Egnatia Mariniana
- Lucius Egnatius Victor Lollianus, römischer Suffektkonsul vor 218, Stadtpräfekt 254
- Lucius (?) Egnatius Victor Marinianus, römischer Suffektkonsul um 230
- Egnatia Mariniana, Ehefrau von Kaiser Valerian, Mutter von Kaiser Gallienus
- Publius Licinius Egnatius Gallienus = Gallienus, Sohn Valerians und römischer Kaiser 253–268

In der Spätantike (ab 284 n. Chr.):
- Egnatius Faustinus, Statthalter von Baetica 319
- Quintus Flavius Maesius Egnatius Lollianus, genannt Mavortius, spätantiker Senator und Beamter, Konsul 355
- Quintus Flavius Maesius Cornelius Egnatius Severus Lollianus, Beiname Mavortius iunior, dessen Sohn, Praetor triumphalis